# Ironoquia kaskaskia
Ironoquia kaskaskia là một loài Trichoptera trong họ Limnephilidae. Chúng phân bố ở miền Tân bắc.